# Графство Велденц
Графството Велденц (на немски: Grafschaft Veldenz) е от 1112 до 1801 г. територия в Свещената Римска империя в днешен Рейнланд-Пфалц. То се намира в Горнорейнския имперски окръг и има резиденциите Велденц, Майзенхайм, Лютцелщайн, Лаутерекен. Управлявано е от династиите Велденц, от 1270 г. от господарите на Велденц-Геролдсек, от 1444 г. от Пфалц-Цвайбрюкен, от 1543 г. от Пфалц-Велденц. През 1798 г. е към Франция (Département de la Sarre), от 1815 г. към Бавария, Саксония-Кобург (от Княжество Лихтенберг).

## История
Графството се намирало отчасти между Кайзерслаутерн, Спонхайм и Цвайбрюкен, от части на Мозел в архиепископство Трир. В столицата Велденц се намирал дворецът Велденц, където са живели от 12 век.
Графовете на Велденц са клон на род Вилдграфове (на латински: comites silvestres), от който се отделят през 1112 г.

## Графове на Велденц

### Стара линия Велденц
- Емихо, граф на Кирбург и Шмидтбург (1086 – 1113)
- Герлах I (1112 – 1146) ∞ Цецилия, дъщеря на Лудвиг Скачащия от род Лудовинги
- Герлах II (1146 – 1189)
- Герлах III (1189 – 1214) ∞ Рауграфиня N. (?)
- Герлах IV фон Велденц (1220 – 1240) ∞ Вилдграфиня Беатрикс
- Герлах V фон Велденц (1254 – 1259) ∞ Елизабет от Цвайбрюкен, дъщеря на Хайнрих II от Цвайбрюкен
- Герлах от Лайнинген (1259 – 1270)

### Линия Велденц-Геролдсек
- Хайнрих I фон Геролдсек (1270 – 1298) ∞ Агнес фон Велденц (* 1258; † 1277), (1259 – 1270)
- Георг I (1298 – 1347)
- Хайнрих II (1347 – 1378)
- Фридрих II (1378 – 1396)
- Хайнрих III (1378 – 1389)
- Хайнрих IV (1389 – 1393)
- Фридрих III (1396 – 1444)

### Линия Пфалц-Цвайбрюкен
- Стефан (1410 – 1459) ∞ Анна фон Велденц (1390 – 1439)
- Лудвиг I (1459 – 1489)
- Александер (1489 – 1514)
- Лудвиг II (1514 – 1532)
- Волфганг (1532 – 1569) дава Велденц 1543 г. на чичо си Рупрехт

### Линия Пфалц-Велденц
- Рупрехт (1543 – 1544)
- Георг Йохан I (1543 – 1592; също Георг Ханс), 1544 – 1592 пфалцграф на Пфалц-Велденц
- Георг Густав (1592 – 1634)
- Леополд Лудвиг (1634 – 1694), умира без наследници, Велденц попада към Цвайбрюкен-Клеебург

Продължение с линията Пфалц-Цвайбрюкен.

### Известни са също
- Удо II от Велденц († 1186), епископ на Наумбург
- Валрам от Велденц († 1336), епископ на Шпайер

## Галерия
- Дворец Лаутерекен, резиденция на Пфалц-Велденц
- Замък Лютцелщайн, резиденция на Пфалц-Велденц
- Дворец Велденц в Деня на отворените паметници 2005 г.
- Дворец Велденц 2007 г.
- Гробница, църквата Св. Ремигиус при Кузел